# クリスチャン・ウォルフのために
『クリスチャン・ウォルフのために』（For Christian Wolff ）は、モートン・フェルドマンが1986年に作曲したフルートとピアノ、チェレスタのための楽曲。
『フィリップ・ガストンのために』（For Philip Guston ）や『ジョン・ケージのために』（For John Cage ）などと同様に人名をタイトルにしたシリーズの1つで、フェルドマン最晩年の作品である。
エバーハルト・ブルーム（Eberhard Blum）のフルート、ニルス・ヴィーゲラン（Nils Vigeland）のピアノおよびチェレスタにより、ダルムシュタット市内のオランジェリー城（Orangerie）で第33回ダルムシュタット夏季現代音楽講習会期間中、1986年7月23日に初演された。

演奏に3時間以上を要する長大な作品である。
フェルドマンの作品は晩年になるにしたがい、より単純に、より長大になっていくが、その代表的な作品の1つが『クリスチャン・ウォルフのために』である。音楽の傾向としては、ミニマリズムに属する作品である。ただし、フェルドマンのそれは結果的に反復が多いが、一般的にイメージされているミニマリズムの傾向とは異なる。むしろ、ラ・モンテ・ヤングや最晩年のジョン・ケージに近いかもしれない。つまり、非常に限定された要素しか用いないという、美術で用いられていた本来的な意味でのミニマリズムである。

## 構成と特徴
曲は、始めから終わりまでほとんどすべて弱音で演奏される。曲想は極端に瞑想的で、ドラマティックな展開は一切みられない。数秒から数分程度のシーケンスが連続していくことで曲が構成される。シーケンスが変わる時に音楽的な変化をわずかに感じるが、明快な構造、形式は感じられない。最後に曲の最初の部分が再現されて曲は終わる。
各シーケンスで用いられる音は多くの場合、各楽器それぞれ3、4音程度に限られ、極端な箇所では長時間にわたって間欠的に同じ音を繰り返すだけである。ピアノ、チェレスタも和音の使用は少なく、単音であることが多い。開始直後の動きは小さいが、その後しばらくしてから30分くらいまでは動きのやや多い部分である。そしてその後、再び単純な音型が多くなっていく。いくつかのモティーフは長い時間間隔をおいて繰り返し現れる。しかし、それらは構造的な理由から再現されるのではなく、偶然思い出したように演奏されてはそのまま別のシーケンスへと移っていく。
瞑想的で、用いられる音が少なく、弱音ばかりであるという観点からは『断章＝静寂、ディオティマへ』などに代表される後期のルイジ・ノーノの作品に類似している点も多いが、ノーノの作品では無音部分の重要性が大きいのに対し、フェルドマンの『クリスチャン・ウォルフのために』では、無音部分はノーノほど重要なウェイトを占めていない。また、『断章＝静寂、ディオティマへ』がヘルダーリンの詩と強く結びついた神秘主義的作品であるのに対し、『クリスチャン・ウォルフのために』は文学作品との関係はなく、神秘主義でもない。
音色や音の響きに極端なウェイトがあり、形式や構造には興味がない、という点では、ジャチント・シェルシや最晩年のケージの音楽と共通点があると言えなくもない。一方、シェルシはクラスターが多く、ガンガン大きな音をならすこともあるが、その点では、フェルドマンの音楽は大きく違っている。また、ケージのいわゆる「ナンバー・ピース」の作品群の場合は無音状態が多いのに対し、フェルドマンの場合は無音状態はあまりない。

## 録音
長らく、HatArtから世界初録音としてリリースされたCDが唯一の録音だったが、2008年になってBridgeレーベルより別録音がリリースされた。演奏される機会、可能性がほとんどないことを考えると、現在でも、これらの録音が曲に触れることのできる唯一のものと思われる。